# Sailor Moon (adaptações ocidentais)
Sailor Moon é uma franquia criada por Naoko Takeuchi. A série começou como um mangá publicado em 1991 e a adaptação de anime foi ao ar em março de 1992. Desde então, a série já foi adaptada para diversos idiomas, incluindo inglês. Uma das primeiras dublagens feitas do anime, a versão em Inglês serviu como uma introdução profunda do anime para o entretenimento popular em todo o mundo. A série de mangá também foi traduzida em inglês duas vezes.
Andy Heyward foi o produtor executivo dos primeiros 82 episódios do anime em inglês, e os três filmes foram adaptados por Janice Sonski. Lisa Lumby-Richards é a única escritora a ser creditada ao longo das temporadas, e a única roteirista listada nos créditos para os três filmes de Sailor Moon e os últimos 17 episódios de Sailor Moon R.

## Anime

### Produção
A adaptação para o inglês norte-americano de Sailor Moon foi produzida em uma tentativa de capitalizar o sucesso da série Power Rangers. Depois de uma guerra de ofertas feitas pela empresa Toon Makers, DiC Entertainment (que na época era de propriedade da The Walt Disney Company)  adquiriu os direitos para as duas primeiras temporadas da franquia de Sailor Moon no início de 1995,. Carl Macek adaptou os primeiros episódios para o público, e foi então substituído por Fred Ladd e Lisa Lumby-Richards. Com a omissão de 6 episódios que foram considerados inadequados para o público-alvo, e da fusão de dois, a contagem total de episódios foi reduzida de 72 para 65, o número mínimo de episódios necessários para a distribuição de fita VHS nos EUA, parando no meio de Sailor Moon R. Muitos episódios tiveram diversas cenas cortadas para dar mais espaço aos comerciais, além da criação do segmento educacional: Sailor Says. Além disso, o fundo musical e as canções apresentadas no anime original foram substituídas por músicas originais feitas pela DiC. Os 17 episódios restantes de Sailor Moon R não foram adaptados, até 1997 após a série ganhar popularidade na América do Norte, e quando o mangá de Sailor Moon R foi traduzido, sendo comercializado sob o mesmo título da primeira temporada. Na época, era incomum traduzir temas de anime, e este foi um dos primeiros animes que tiveram seus temas musicais refeitos, desde Speed Racer. Além disso, alguns episódios das duas primeiras temporadas de Sailor Moon foram introduzidos com o seguinte texto: "From a far away place and time, Earth's greatest adventure is about to begin." (De um lugar distante dos tempos atuais, a maior aventura da Terra esta prestes a começar em tradução livre para o português).
A produção das versões norte-americanas de Sailor Moon S e Sailor Moon Super S, assim como os filmes, foram feitas pela Cloverway Inc. (uma empresa parceira da Toei Animation), sendo notavelmente diferente as dublagens da DiC para Sailor Moon e Sailor Moon R, sendo muito mais próximas da versão original. A animação original e a música foram mantidas, com exceção do tema de abertura, que era o mesmo da versão DiC com uma animação diferente. O "Sailor Says" foi eliminado, e algumas censuras muito evidentes foram feitas, devido as regras de televisão nos Estados Unidos. Os fãs de Sailor Moon não gostaram da "americanização" da Cloverway pelo fato de que eles adicionaram gírias norte-americanas aos personagens, bem como frases incorretas de transformação e de ataques. Eles também modificaram o relacionamento das personagens Sailor Uranus (Amara / Haruka Tenoh) e Sailor Neptune (Michelle / Michiru Kaioh) durante Sailor Moon S. Embora nunca tenha sido indicado na série, Naoko Takeuchi confirmou que elas eram lésbicas; na adaptação da Cloverway, elas se tornaram "primas" em vez disso, numa tentativa de explicar o fato de sempre estarem juntas, evitando o assunto "homossexualidade", que é tratado como tabu na TV norte-americana.

### Transmissão
As adaptações norte-americanas de Sailor Moon começaram a ser transmitidas em 28 de agosto de 1995, na YTV no Canadá, e entrou nos Estados Unidos, duas semanas depois. Enquanto o show teve um sucesso moderado na YTV, nos EUA o show lutou no início da manhã, não conseguindo sucesso, por causa de programas locais. A série foi removida em 1996 após os 65 episódios originais em inglês serem transmitidos. Em resposta a isso, uma organização de fãs chamada "Save Our Sailors" (SOS) foi criada. Uma petição na Internet foi feita em 1996 para o retorno de Sailor Moon que recebeu 30.000 assinaturas. O fato de Sailor Moon ter sido eliminada da TV foi por que o anime não trazia lucro, sem espaço publicitário o suficiente. O SOS organizou uma campanha onde os fãs iriam comprar Pop-Tarts persuadindo eles a anunciar Sailor Moon. O show foi adquirido pela Turner Broadcasting e ressurgiu em sua rede nos EUA um ano depois, exibindo todos os 65 episódios.
Embora a série tenha sido exibida em várias ocasiões nos Estados Unidos, no Canadá, a série foi muito mais popular, sendo exibida ao meio dia pela YTV. Além disso, o diálogo dos personagens em inglês de Sailor Moon foram gravados em Toronto, e houve muitas entrevistas com os dubladores envolvidos no trabalho. Como a série foi considerada um sucesso, houve muito esforço para divulgar o anime. DiC originalmente distribuiu 65 episódios em 1995, um número alcançado graças a alguns episódios de Sailor Moon R. Dois anos mais tarde, o financiamento foi adquirido pela DiC para dublar os restantes 17 episódios de Sailor Moon R em Inglês e os episódios foram transmitidos no Canadá. O último episódio de Sailor Moon R foi um Clip Show, que foi um tipo de amostra de Sailor Moon S, terceira temporada da série. O restante da Sailor Moon R foi trazido para a América um ano mais tarde, inicialmente anunciado como "Os Episódios Perdidos". Cloverway Inc. conseguiu os direitos das fases S e SuperS da DiC para dublagem e exibição nos Estados Unidos, devido a um acordo com a Toei Animation.
Em 1998, como resultado do acordo com a Turner, o Cartoon Network foi dado o direito sobre os 65 episódios originais para serem exibidos como parte de seu bloco Toonami. A decisão mostrou-se extremamente rentável para o Cartoon Network, pelo fato de que o show  aumentou a audiência do bloco Toonami, podendo apresentar outros animes como Dragon Ball Z. Mais tarde, o Cartoon Network adquiriu os direitos para os 17 episódios restantes de Sailor Moon R, e, posteriormente, para Sailor Moon S e Sailor Moon SuperS. Os episódios de S e Super S também foram exibidos no Canadá na YTV em 2000. As fases S e SuperS foram ao ar em 2000 no Cartoon Network como parte do seu bloco Toonami, e também na YTV, e 13 episódios da fase S foram exibidos pela WB Kids em setembro de 2001, indo ao ar por 2 semanas. Os filmes também foram licenciados pela Cloverway e exibidos no Cartoon Network e na YTV. A exibição de Sailor Moon na América do Norte terminou em 31 de maio de 2004, embora o Cartoon Network tenha perdido os direitos em 2003, terminando a exibição do anime nos Estados Unidos. No entanto, o show foi retirado da programação do Cartoon Network em julho de 2002, antes desse ponto.
Além das edições da Cloverway, o Cartoon Network cortou 2 minutos de imagens por episódio para usar em comerciais mais quando mostrado em sua rede. Ocasionalmente, eles fizeram alterações adicionais que eram consideradas inadequadas. Por exemplo, uma imagem de nudez de Sailor Uranus foi ignorada. A maioria dos cortes foram feitos semelhantes à política de censura da DiC Entertainment, embora não tão duro. Dois episódios foram ignorados pelo Cartoon Network, quando o problema não poderia ser resolvido. O episódio 119, por exemplo, foi o primeiro ignorado porque seu monstro-do-dia era essencialmente nu, e, portanto, considerado inadequado para o canal. Na segunda vez em que o episódio foi exibido, no entanto, colocaram digitalmente um biquíni para ela. O episódio 152 também foi ignorado pelo Cartoon Network, mas por razões que não são tão claras. Porém, foi exibido na segunda exibição da temporada. As versões editadas de VHS de Sailor Moon S e SuperS feitas pela Pioneer Home Entertainment usou os episódios com censura.

### Home Video
Durante 1996-97, seis fitas VHS foram distribuídas, cada uma contendo dois episódios (fora de ordem, na maioria dos casos) da série, lançados pela Buena Vista Home Video através da DiC Entertainment. Essas fitas inicialmente foram vendidas exclusivamente em lojas de brinquedos, mas depois passaram a ter uma distribuição mais ampla. Em 2001, um box em VHS contendo todos os treze episódios da primeira parte da fase R foi lançado, também pela Buena Vista.
Pioneer Entertainment (mais tarde Geneon Entertainment) teve os direitos para lançar Sailor Moon S, Super S, e os filmes em DVD sob licença da Cloverway. Eles lançaram os filmes dublados em Inglês e as versões legendadas, bem como as versões editadas da TV, para VHS e DVD em 1999. Eles lançaram Sailor Moon S e Super S para vídeo caseiro em um formato similar ao de 2000. Nesse mesmo ano, ADV Films lançou Sailor Moon e Sailor Moon R sob licença da DiC. Em 2001, a Pioneer tinha liberado Sailor Moon S e SuperS, e lançado um box set dos filmes em outubro. As duas primeiras temporadas foram, posteriormente, lançadas para DVD em 2002. A ADV Films posteriormente lançou uma versão legendada de Sailor Moon e Sailor Moon R em uma edição limitada em 2004, sem cortes, exceto para a remoção de previews do episódio. A licença da ADV para distribuir Sailor Moon e Sailor Moon R expirou no final de Março de 2004. A licença da Geneon expirou em 2005.
A trama do episódio 67 envolve Chibiusa encontrando e fazendo amizade com um dinossauro. Sua ausência é notável devido ao fato de ser um episódio de "férias de verão" de Sailor Moon R, um dos quais foi destaque em cada uma das cinco temporadas de Sailor Moon. No inicio, a ADV não se preocupou em retirar o episódio 67, colocando em um encarte a descrição completa do episódio, talvez sugerindo que a decisão de removê-lo foi feita relativamente tarde no processo de produção.
Até agora, nenhuma empresa americana é conhecida por já ter tido os direitos de lançar o musical, o especial de Super S, ou a temporada Sailor Stars.

## Alterações
A versão norte-americana do anime Sailor Moon foi traduzida e distribuída em 1995 pela DiC Entertainment, inicialmente sendo exibida na YTV no Canadá e em diversas redes de televisão nos Estados Unidos. Embora o enredo básico permaneceu o mesmo, muitas alterações foram feitas com o material original em japonês, a fim de torná-lo aceitável para o grupo mais jovem, alvo nos Estados Unidos. Assim, a censura foi aplicada muitas vezes devido a diferenças entre as idéias japoneses e americanos sobre o que é e não é material adequado para os espectadores mais jovens (um processo conhecido como americanização).
Alguns fãs de Sailor Moon que estão familiarizados com os japoneses não gostam da versão norte-americana, pelo fato de que os níveis de censura a versão em Inglês foram de leve a grave. A censura resultou em respostas negativas de puristas da série. As edições foram feitas de várias maneiras:
Renomeamento Geral
- Além dos personagens individuais, o termo "Sailor Senshi" foi mudado para "Sailor Scouts", em vez da tradução literal, que seria "Sailor Soldiers". O último termo é usado em toda a série S, enquanto o grupo é apresentado como "Sailor Scouts" em SuperS. Quase todos os ataques originais foram renomeadas, ea frase "Make-up!" foi removida nas transformações. Foi substituída por "Scout Power!" ou "Transform!" apenas nas transformações em grupo. Scripts também foram reescritos para sugerir que todos os inimigos vieram do chamado "Negaverso", ao invés de ter alianças distintas e histórias, embora o mangá original tenha revelada que todos os vilões são na verdade um monstro chamado Chaos. Esta prática foi logo minimizada quando a DiC perdeu os direitos, e caiu por completo quando a Cloverway assumiu.

Omissão da Música Original Japonesa
- A música de fundo original foi gravada ao vivo, enquanto a música em inglês foi tudo feito por computador. A melodia da canção tema original, "Moonlight Densetsu" ("Moonlight Legend"), ao contrário da crença popular, não foi completamente mantida para a música tema da versão DiC, sendo até o ritmo alterado, e um riff de guitarra elétrica foi adicionado, e uma pequena parte da música original foi mantida, com letras muito diferentes, animação e efeitos especiais. Uma versão mais curta da mesma música foi usada nos créditos finais, substituindo a música de crédito original final. Depois a Cloverway assumiu (episódio 90 em diante) e a música de fundo original foi mantida, embora a música do tema de abertura da DiC tenha sido mantida.

A abertura foi criada usando cenas da abertura japonesa original, bem como cenas retiradas da série. A maioria das cenas utilizadas foram obtidas a partir dos episódios 18 ao 40. Os nomes de todas as cinco Sailor Senshi foram revelados na música acompanhada por um clipe de seu primeiro ataque. Além disso, os segmentos originais foram removidos e substituidos pelo 'Sailor Says', e uma versão diferente do logotipo do programa foi usado.
Alterações no Enredo
- Alguns elementos da trama ou diálogos foram reescritos, muitas vezes resultando em problemas de continuidade de um episódio ou uma cena para a próxima. Por exemplo, em "Day of Destiny", "Serena" (Usagi) se lembra de uma cena em que ela e "Darien" (Mamoru) caem de uma varanda e ela usa um guarda-chuva para flutuar com segurança até o chão, mas a cena foi cortada do episódio de onde ele veio. Muitas outras cenas, cortadas na dublagem, foram apresentadas no "Sailor Says".

Censuras
- 6 episódios foram removidos, por causa do conteúdo. Estes incluíram o uso de adivinhação e cartas de tarô no segundo episódio e a transformação de Usagi em uma versão "punk" de si mesma para entrar em um bar no sexto episódio. Todos os assuntos referentes a sexualidade foram removidos, e referentes a relações homossexuais. Essas relações foram "resolvidas" em três casos distintos: colocando mulheres para dublar os personagens e fazendo alguma mudança para evitar o relacionamento. Isso foi feito com Zoisite, que estava em um relacionamento com Kunzite (Malachite na dublagem), e com Olho de Peixe, que usa vestidos e foi abertamente atraída por homens diferentes (incluindo Mamoru Chiba). Eles também fizeram de Zirconia um homem, devido a temores de que sua relação com a rainha Nehellenia fosse romântico. Eles fizeram as personagens Sailor Uranus e Sailor Neptune virarem primas, em vez de um casal de lésbicas. Para as cenas de quase nudez, como seqüências de transformação, as linhas do corpo foram removidas em torno dos seios e região pubiana, e para cenas de banho, a situação foi resolvida elevando o nível de água em torno da clivagem ou ao eliminar a visibilidade do corpo. No lançamento de DVD, as sequências originais foram deixadas intactas.[19] Além disso, houve o afastamento de "qualquer violência" [10], incluindo a violência a crianças [20] e também cenas de xingamentos. Estas cenas foram cortadas pois foi acreditado que tinham uma influência potencialmente negativa sobre o comportamento das crianças.

Assuntos Culturais
- Foi alterado diversos assuntos sobre a cultura japonesa, considerados inadequados para o público ocidental - por exemplo, alteraram bolinhos de arroz para donuts -, removendo as características do sistema de ensino japonês, tais como marcar as respostas certas com um circulo e as respostas erradas com cruzes, e mudando o cursinho que Ami Mizuno fazia para uma escola de informática. Ao mesmo tempo, a dublagem norte-americana deixou a maior parte do texto japonês intocado e sem tradução, com algumas exceções, como o nome da escola de Serena. Alguns pontos, comuns nos animes, foram removidos, como a gota na cabeça dos personagens. Algumas cenas envolvendo automóveis ou carros também foram invertidas de modo que os veículos seriam conduzidos no lado direito da estrada, em vez de no lado esquerdo.

Edições de "Day of Destiny"
- Talvez o mais lembrado entre os fãs foi o tratamento do episódio "Day of Destiny", que concluiu a primeira série. A versão original deste episódio foi, na verdade dois episódios, incluindo o primeiro tendo a morte das guerreiras para salvar sua líder, Sailor Moon. O segundo episódio envolveu a morte de Tuxedo Mask e, finalmente, a de Sailor Moon. Embora cada personagem foi ressuscitado na conclusão, foi ainda considerado necessário remover todas as referências à morte no episódio americano: em vez de serem mortos, as cenas das mortes da Senshi foram reescritas para dizer que as meninas foram capturadas e mantidas como reféns pelo Negaverso. A edição foi muito grande, unindo os dois episódios em um único.

### Mudança de Nomes
Antes da estréia americana de Sailor Moon, DiC distribuiu uma fita promocional para as redes de televisão. Esta fita é notável pelo fato da mudança dos nomes, completamente diferentes para as cinco personagens principais; Usagi foi chamada de "Victoria", Ami de "Blue", Rei de "Dana", Makoto de "Sarah" e Minako de "Carrie". Tuxedo Mask foi temporariamente nomeado de "The Masked Tuxedo". No entanto, quando a série foi exibida, os nomes eram mais próximos dos originais, seja no som ou no significado:
- Usagi Tsukino - Serena (de "Serenity")
- Ami Mizuno - Amy
- Rei Hino - Raye
- Makoto Kino - Lita (um trocadilho com a palavra "lightning")
- Minako Aino - Mina
- Haruka Tenoh - Amara
- Michiru Kaioh - Michelle
- Setsuna Meioh - Trista
- Mamoru Chiba - Darien
- Chibiusa - Rini (assim como "Chibiusa" vem de "Usagi", "Rini" é um diminutivo para "Serena")

A única Sailor Senshi que mantém seu nome original é Hotaru Tomoe, embora em consonância com a pronúncia do Inglês, o 'e' no final em seu nome de família não é pronunciado. A versão norte-americana foi a primeira experiência de Sailor Moon (se não em anime no geral) para grande parte do mundo em língua inglesa, e as diferenças entre as duas versões levaram muita confusão. No entanto, muitos fãs em todo o mundo reconhecem que nunca teria conhecido a série se não tivesse visto a versão da América do Norte.

### Vídeo Musical da Toon Makers
Quando Sailor Moon começou a ser vendida na América do Norte pela Toei, a Renaissance-Atlantic Entertainment, que trabalhou com a Bandai e a Toon Makers, conceituou a sua própria versão da propriedade, que seria com atores de verdade e também com animação, no estilo ocidental. Toon Makers produziu um episodio piloto de 17 minutos para a apresentação do conceito, bem como um vídeo de dois minutos, que a Renaissance-Atlantic apresentou a Toei. A Toei em última instância rejeitou a proposta da Renaissance-Atlantic, porque imaginou que a série teria um custo significativamente maior do que simplesmente dublar o anime original.
O vídeo de dois minutos foi exibido em um painel na Anime Expo de 1998 por Allen Hastings, sendo vaiado por várias pessoas que estavam assistindo. Um participante da convenção gravou o vídeo e o colocou na internet, posteriormente. O clipe já foi copiado inúmeras vezes e atualmente pode ser visto em muitos sites de vídeo. Pelo fato de que a Renaissance-Atlantic Entertainment já tinha trabalhado junto com a Saban Entertainment em séries da Toei, as pessoas que viram o vídeo da música acreditaram equivocadamente que Saban tinha realmente criado o piloto e começaram a chamá-lo de "Saban Moon". O vídeo produzido pela Toon Makers tem sido chamado de a pior maneira como Sailor Moon teria sido apresentada na América do Norte, em comparação com os episódios do anime original que acabaram por serem feitos pela DiC Entertainment e Cloverway. Rocky Solotoff, presidente da Toon Makers e fundador, escreveu, dirigiu e produziu o episódio piloto da versão da Renaissance-Atlantic Entertainment de Sailor Moon, que até hoje, não tem sido exibido publicamente.
Todas as cinco Sailor Senshi são retratadas no vídeo musical de 2 minutos. Embora Solotoff está legalmente proibido de divulgar muitas informações sobre a versão da Renaissance-Atlantic/Toon Makers de Sailor Moon, ele revelou, em entrevista à revista Animefringe, a origem do conceito e da música, desmascarando muitas histórias falsas criadas por fãs. Detalhes revelados na entrevista incluem a confirmação de tanto um gato branco e preto planejados para estar na série, embora só um gato branco é visto no vídeo da música (de acordo com as letras, este gato era para ser Luna), e que cada Senshi foi escrita para ser de uma nacionalidade diferente. O "Moon Cycle" fazia parte da série da Toon Makers e foi adicionado como parte dos brinquedos lançados pela Bandai nos Estados Unidos. O logotipo da Sailor Moon apresentado no final do vídeo da música foi mantido como o logotipo norte-americano oficial para Sailor Moon.